# Isla Prickly Pear
La Isla Prickly Pear (en español antiguamente Isla de las Tunas y en inglés: Prickly Pear Island) es una isla del archipiélago de las Islas Vírgenes Británicas en el Caribe. Está deshabitada pero tiene un bar en la playa e instalaciones recreativas de deportes acuáticos. Se encuentra en el lado norte de North Sound, al norte de la isla Virgen.
La isla entera es, en teoría, un refugio de la naturaleza, pero el Gobierno concedió un polémico contrato de arrendamiento de las tierras de la corona para un restaurante y las instalaciones de deportes acuáticos.